# Христо Тихинов
Христо Иванов Тихинов е български офицер, бригаден генерал.

## Биография
Роден е на 29 юли 1956 г. в град Сухиндол. От 1976 г. е вербуван като агент на Държавна сигурност с псевдоним „Тошко“ към управление III-II-II и управление V. Изваден от картотеките на ДС и отново възстановен през 1979 г. Снет от оперативния отчет окончателно през 1989 г. Завършва Висшето народно военно училище във Велико Търново през 1979 г. По-късно завършва Военната академия в София и Военната академия „Будьони“ в Русия. На 25 април 2006 г. е назначен за командир на Свързочна бригада считано от 1 юни 2006 г. На 21 април 2008 г. е освободен от длъжността командир на Свързочна бригада и назначен за директор на дирекция „Комуникационни и информационни системи“ в Генералния щаб на Българската армия, считано от 1 юни 2008 г. На 1 юли 2009 г. е назначен на длъжността директор на дирекция „Комуникационни и информационни системи“ и удостоен с висше офицерско звание бригаден генерал. На 28 април 2014 г. бригаден генерал Христо Тихинов е освободен от длъжността директор на дирекция „Комуникационни и информационни системи“ и от военна служба, считани от 29 юли 2014 г.

## Военни звания
- Лейтенант (1979)
- Старши Лейтенант (1982)
- Полковник (1 януари 2000)
- Бригаден генерал (1 юли 2009)